# 圣焦廖迪苏萨
圣焦廖迪苏萨（義大利語：San Giorio di Susa），是意大利都灵省的一个市镇。总面积19平方公里，人口1062人，人口密度55.9人/平方公里（2009年）。ISTAT代码为001245。